# Ctimene alboguttata
Ctimene alboguttata är en fjärilsart som beskrevs av Arnold Pagenstecher 1896. Ctimene alboguttata ingår i släktet Ctimene och familjen mätare. Inga underarter finns listade i Catalogue of Life.